# Ebni (Kaisersbach)
Ebni ist ein Weiler in der Gemeinde Kaisersbach im baden-württembergischen Rems-Murr-Kreis. Bekanntheit hat der Ort durch das Naherholungsgebiet am Ebnisee erlangt. Ebni liegt im Naturpark Schwäbisch-Fränkischer Wald.

## Lage
Der Weiler liegt auf einem gerodeten Hügel zwischen den Talsystemen der oberen Wieslauf im Osten und ihres Nebenflusses Strümpfelbach im Westen. Ebni bildet mit dem Wiesensteighof eine bauliche Einheit.
Ebni ist von zahlreichen kleinen Weilern und Gehöften umgeben: Rotenmad, Höfenäckerle, dem Spatzenhof, dem Wohnplatz Ebnisee, dem Kaltenbronnhof, Heppichgehren, Grasgehren sowie die zu Althütte gehörenden Voggenhöfe (Oberer, Mittlerer und Unterer Voggenhof) sowie der Fratzenklingenhof und der Fratzenwiesenhof.

## Geschichte
In der Römerzeit war das Gebiet des heutigen Ebni noch wenig erschlossen und von dichtem Wald bedeckt. Um 161 n. Chr. drangen römische Truppen vom Neckarbecken kommend in das Gebiet vor und errichteten den obergermanisch-rätischen Limes, der etwa einen Kilometer östlich von Ebni verlief. Damit gehörte das Gebiet des heutigen Ebni zum Dekumatland, dem rechtsrheinischen Teil der Provinz Germania superior. Da auf den Höhen bei Ebni ein alter Fernhandelsweg ins Freie Germanien führte, legten die Römer das Kleinkastell Ebnisee an. Im Rahmen der Forschungen der Reichs-Limeskommission wurde das Römerlager 1895 durch Gustav Sixt (1856–1904) entdeckt. Eine moderne Ausgrabung hat bisher nicht stattgefunden.
Im Mittelalter gehörte Ebni zum Gebiet der hochadeligen Herren von Ebersberg. Erstmals erwähnt wurde der Ort in einer Urkunde aus dem Jahr 1284. In dem Schriftstück erklärt Ritter Albert von Ebersberg (Albertus dictus de Ebersperch) seinen Verzicht auf Monenwiler (die heutige Nonnenmühle) und Ebenin zugunsten des Klosters Adelberg. Der Ortsname wirft einige Fragen auf, denn eine Deutung als Ebene ist mit der topographischen Lage des Orts nicht in Einklang zu bringen. Es ist sehr wahrscheinlich, dass der Ortsname von einer Ebenenhütte herrührt. Eine Ebenenhütte war ein Teil einer mittelalterlichen Glashütte, in der Glasröhren zu Flachglas geebnet wurden. Ebni dürfte also eine alte Glasmachersiedlung gewesen sein.
Ab 1774 wurde der Ebnisee von Lorenz Praxmaier für die Flößerei angelegt. Um 1860 wurde die Flößerei eingestellt. Kirchlich gehörte Ebni mal zu Rudersberg und dann wieder zu Welzheim. 1823 wurde Ebni nach Welzheim eingepfarrt. Im 19. Jahrhundert herrschte in Ebni große Armut. Die Bewohner des Weilers waren nur Kleinbauern und Tagelöhner, die sich in der Winterzeit als Holzschlittenschlepper ihr Einkommen aufbesserten. Sie leben meist in dürftigen Umständen und besaßen nur wenig Vieh. Ihre Situation verbesserte sich mit dem aufkommenden Tourismus, als rund um den Ebnisee Restaurants und Pensionen entstanden.

### Einwohnerentwicklung
- 1807/1808: 48 Einwohner[3]
- 1845: 193 (alle evangelischer Konfession)

## Politik
Zu Beginn des 19. Jahrhunderts war Ebni noch administrativ der Schultheißerei Schöllhütte unterstellt.

## Regelmäßige Veranstaltungen
- Country- und Westernfestival

## Persönlichkeiten
- Ernst Karl Schassberger (* 1975), Koch, Hotelier und Gastronom